# Arquelau de Atenas
Arquelau de Atenas (em grego clássico: Ἀρχέλαος; século V a.C.) foi um filósofo da Grécia Antiga, discípulo de Anaxágoras e a tradição o apresenta como mestre de Sócrates. Além da filosofia da natureza, Arquelau preocupou-se com a moral. Ele afirmou que o princípio do Movimento era a separação do quente do frio, a partir da qual ele procurou explicar a formação da Terra e a criação de animais e humanos.
Há relatos sobre o seu pensamento, por exemplo, na Vida e Doutrina dos Filósofos Ilustres de Diógenes Laércio e na Refutação de Todas as Heresias de Hipólito de Roma.

## Vida
Arquelau foi um filósofo da Escola Jônica, apelidado Físico por ter sido o primeiro a ensinar filosofia da natureza em Atenas. Esta afirmação de Diógenes Laércio, é contestada por Clemente de Alexandria, mas os dois podem ser reconciliados supondo que Arquelau tenha sido o primeiro Ateniense a fazê-lo. De acordo com Simplício, que provavelmente obteve a informação de Teofrasto, Arquelau era nativo de Atenas, embora Diógenes Laércio diga que ele é natural de Mileto. Era filho de Apolodoro, ou como alguns dizem, de Mydon, Midon, ou Myson; foi discípulo de Anaxágoras; e é referido que ensinou em Lâmpsaco antes de se ter estabelecido em Atenas. É dito geralmente que ensinou Sócrates e Eurípides. Se tiver sido realmente instrutor de Sócrates, ele nunca foi mencionado por Xenofonte, Platão, or Aristóteles, e esta história pode ter sido apenas uma tentativa de ligar Sócrates à Escola Jónica. Contudo, Diógenes Laércio refere, sob a autoridade de Íon de Quio, um contemporâneo de Sócrates, que Sócrates terá ido com Arquelau numa viagem a Samos. Além disso, alguns estudiosos notaram no relato "autobiográfico" de Sócrates no Fédon de Platão uma referência à teoria de Arquelau sobre a geração e alimentação dos primeiros animais. A tradição que liga Arquelau a Eurípides pode ter surgido da confusão com o patrono de Eurípides, Arquelau, rei da Macedónia.

## Filosofia

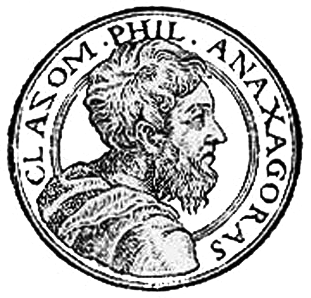
Anaxágoras, professor de Arquelau

Não sobreviveram quaisquer fragmentos de Arquelau; as suas doutrinas podem ser extraídas a partir de Diógenes Laércio, Simplício, Pseudo-Plutarco, e Hipólito.
Arquelau defendia que o ar e a infinidade são o princípio de todas as coisas, pelo que Pseudo-Plutarco supõe que ele queria dizer ar infinito; e é-nos dito, que por esta afirmação ele pretendia excluir a Mente da criação do mundo. Se assim foi, ele abandonou a doutrina de Anaxágoras no seu ponto mais importante; e parece mais seguro concluir que enquanto ele queria ensinar a noção materialista de que a Mente é formada de ar, ele ainda defendia a Mente infinita como a causa de todas as coisas. Esta explicação tem a vantagem de concordar com Simplício.
Começando com a Matéria primitiva, (idêntica ao ar misturado com a Mente), por um processo de expessamento e afinamento, surgiu o frio e o calor, ou a água e o fogo, um passivo, o outro activo. Arquelau deduziu o movimento a partir da oposição de quente com frio, causada pela vontade da Mente material. Esta oposição separava o fogo e a água, e produziu uma massa viscosa de terra. Enquanto a terra endurecia, a acção do calor sobre a sua humidade deu origem aos animais, que ao princípio eram alimentados pela lama da qual surgiram, e que gradualmente adquiriram o poder de propagar as suas espécies. Os Humanos também apareceram, inicialmente em formas menores. Todos estes animais foram dotados de mente, mas os humanos separaram-se dos outros, e estabeleceram leis e sociedades. Foi apenas a partir deste ponto que ele parece ter passado para a especulação ética, pela proposta de que o certo e o errado não são "por natureza, mas por costume" (em grego:  οὐ φύσει ὰλλὰ νόμῳ) - um dogma, sugerido a ele possivelmente pelos sofistas contemporâneos.
Das outras doutrinas de Arquelau, ele defendia que a Terra era plana, mas que a superfície deveria estar pressionada em direcção ao centro; pois se estivesse absolutamente ao mesmo nível, o sol deveria nascer e levantar-se em todos os lugares ao mesmo tempo. Ele referiu também que o Sol era a maior das estrelas. Ele explicou a Fala pelo movimento do ar; por causa disto, ele parece ter adoptado as teorias de Anaxágoras.